# Maranta noctiflora
Maranta noctiflora là một loài thực vật có hoa trong họ Marantaceae. Loài này được Regel & Körn. mô tả khoa học đầu tiên năm 1858.